# ملازگرد
مَلازگِرد (به ترکی استانبولی: Malazgirt) شهری است در کشور ترکیه که در استان موش واقع شده است. جمعیت این شهر بر اساس سرشماری سال ۲۰۰۸ میلادی ۲۰٬۱۱۰ نفر و بر اساس برآوردهای سال ۲۰۰۹ میلادی ۱۹٬۲۳۳ نفر می‌باشد.
مهمترین شهرهای ساحل ارسناس شهر ملازگرد بود که به زبان‌های مختلف آن سرزمین منازجرد و منازگرت و ملاسگرد نیز گفته می‌شود. در قرن چهارم مقدسی درباره‌ی ملازگرد گوید شهریست دارای قلعه‌ای مستحکم با مسجدی در کنار بازار و اطراف شهر باغ‌های بسیار است. در سال ۴۶۳ منازگرت میدان نبرد قطعی رومیان و سلجوقیان واقع گردید و در آن جنگ رمانوس چهارم به دست سلجوقیان اسیر شد. یاقوت چند جا اسم منازجرد یا منازگرد را برده و حمدالله مستوفی که آن را ملازجرد نامیده گوید《قلعه‌ای دارد محکم و عظیم، جای خوب است و هوای خوش》. 
آنچه بیش‌تر از هر چیز با نام ملازگرد به ذهن می‌آید، نبرد تاریخی، مهم و سرنوشت‌ساز ملازگرد است که در نزدیکی این شهر میان ترکان سلجوقی و امپراتوری بیزانس در تابستان سال ۱۰۷۱ میلادی (حدود ۹۵۰ سال پیش) درگرفت که در تاریخ به‌عنوان جهاد مقدس معروف شد و با پیروزی ترکان تازه وارد سلجوقی و فتوحات بعدی تا نهایتاً تسخیر کل آناتولی و تاسیس پادشاهی سلاجقه‌ی روم و سپس امپراتوری عثمانی توسط آنها انجامید.